# Тап 011
Тап 011 је српска поп и денс група, активна у периоду између 1994. и 2002. и поново од 2011. Претходник Тап 011 била је реп група Тапири коју су чинили Милан Бојанић, Ђорђе Пајовић-Ђоле, Петар Ступар-Пера и још неки променљиви чланови. Међутим 1994. одлучују да промене правила игре, долазе две нове певачице, а оне су Ивана Павловић (сада Петерс) и Гоца Тржан и мењају свој музички жанр. Тада је почела сарадња са менаџером Ганетом Пецикозом који ће бити са њима током целе њихове каријере. Група добија назив тако што је од Тапири скраћена реч и остаје само Тап. A, 011 је додато јер је то позивни број за Београд, а они су сви били из Београда.

## Историја
Први албум издају почетком 1995. под именом Нови свет и већ после неколико месеци постаје најпродаваније издање забавне музике. Са тог албума издвајају се песме Бунда  која је уједно и била највећи хит, затим Опасна по живот, Без тебе, Пекара, Хит и Шуме. Уследили су многобројни концерти, награде, а њихове песме постају незаобилазне на свим радио станицама. Долази и 1996. година и Таповци издају свој други албум који је назван Гаће и који је избацио велики број хитова. Надмашен је тираж претходног, а мегахит постаје песма Због тебе или Гаће. Скоро све са тог албума постају прави хитови, а оне су Вук, Телевизор, Врапци, Жене, Овца, Комшиница Мица, Сањај ме и Твоја мала лујка. Те године, као и претходне Тап 011 осваја све могуће музичке награде и још једном потврђују да су у самом врху српске музичке сцене.
Уследили су и поред домаћих, и интернационални наступи по Немачкој, Швајцарској, Аустрији, Француској... 1997. године издају макси сингл Леси на ком су се налазиле песме Мода од лабуда, коју су премијерно извели на Будванском фестивалу, затим Модел из сна прављен за ЈУ-модел '97 и Можда ти се врати као Леси, поред нормалне верзије издата је инструментал и унплугед верзија. Ту песму обележио је провокативан спот. Дошла је и 1998. година, и они издају свој 3. албум који је добио назив Игра. Члан групе, текстописац и творац свих песама групе Тап 011 одлази на Златибор да би написао песме за нови албум. После дуже времена и чекања, у продају је пуштен и нови албум. И он је избацио веома много хитова, а они су Јети Шумадинац, Досадан дан, Окрени број 95, Сто дана у месецу, Шта то беше мозак, Ментол, Лажи ме, Игра и Паника. То је био последњи албум у оригиналном саставу, јер почетком следеће 1999. године, прво Гоца напушта групу, која је одржала још неколико наступа, а потом исту, напушта и Ивана. Гоца Тржан је почела соло каријеру, а Ивана Павловић је оформила свој бенд под именом Негатив. Уследило је и бомбардовање Југославије, а после скоро годину и по дана, у лето 2000. мушки трио је поново саставио бенд, јер практично до тада није ни постојао. Нове певачице постале су Ана Штајдохар и Наташа Губеринић.
2001. издају 4. албум групе Тап 011, али први са новим певачицама, назван је Чудесна плоча, а са тог албума највећи хит постаје Река, који је група снимила 7. априла 2000. године, а наравно хитови постају и Град, Капетан лађе, Директор и Плава. 2002. година доноси и последњи албум групе, назван је 5.елемент, две песме су се издвојиле, а то су Ултра мега гига риба и Јегуља. Убрзо, исте године долази до распада групе. Међутим, то није крај приче о Тап 011. Потпуно неочекивано, 2011. године, група у јануару месецу објављује да ће одржати опроштајни концерт у Београдској Арени и то 1. априла под слоганом Таприлилили. Многи су због тога помислили да је то шала, али на срећу свих који воле Тап 011 то није била тако. Директор Арене је позвао Милана Бојанића и дао му предлог да одрже концерт, Таповци су се окупили у оригиналном саставу и пристали на ту идеју. Тако да ће обожаваоци моћи да их виде поново на окупу, са старим песмама, којима су промењени аранжмани и које ће звучати модерније. После успешно одрађеног концерта ком је присуствовало 10000 ватрених фанова, група Тап 011 је одлучила да се дефинитивно врати на музичку сцену турнејама и новим песмама на радост свих обожавалаца.
Након скоро 20 година од последње песме, у фебруару 2021. године објављена је песма Метар по метар.

## Чланови

### Садашњи чланови
- Ивана Павловић (Петерс) (1994—1999, 2011, 2021—)
- Гоца Тржан (1994—1999, 2011, 2021—)
- Милан Бојанић (1994—1999, 2000—-2002, 2011, 2021—)
- Петар Ступар (1994—1999, 2000—-2002, 2011, 2021—)
- Ђорђе Пајовић (1994—1999, 2000—-2002, 2011, 2021—)

### Бивши чланови
- Ана Штајдохар (2000—2002)
- Наташа Губеринић (2000—2002)

## Фестивали
- 1992. МЕСАМ — Ноћна мора (као Тапири), друга награда публике и награда за најбоље дебитанте
- 1995. МЕСАМ — Хит, тринаесто место
- 1996. МЕСАМ — Твоја мала лујка, шеснаесто место
- 1997. Пјесма Медитерана, Будва — Мода од лабуда
- 1997. Сунчане скале, Херцег Нови — Да ми се вратиш као Леси
- 2000. Пјесма Медитерана, Будва — Капетан лађе
- 2001. Пјесма Медитерана, Будва — Будва 2001

## Дискографија

### Студијски албуми
- 1993 — Миленијум после мистерија I (као Тапири)
- 1995 — Нови свет
- 1996 — Гаће
- 1998 — Игра
- 2001 — Чудесна плоча
- 2002 — 5. елемент

### Синглови
- 1993 —
- 1993 —
- 1995 — Пекара
- 1995 — Нови свет
- 1995 — Бунда
- 1995 — Хит
- 1995 — Гаће
- 1995 — Због тебе
- 1997 — Леси
- 1998 — Досадан дан
- 1998 — Окрени број 95
- 1998 — Игра
- 2000 — 011
- 2000 — Плава
- 2000 — Река
- 2000 — Капетан лађе
- 2002 — Плејбој
- 2021 — Метар по метар